# Alfons Maria Mazurek
Alfons Maria Mazurek, ordensnamn Alfons Maria av den Helige Ande, född 1 mars 1891 i Baranówka, död 18 augusti 1944 i Nawojowa Góra, var en polsk romersk-katolsk oskodd karmelitmunk och präst. Han mördades av SS under andra världskriget. Mazurek vördas som salig i Romersk-katolska kyrkan, med minnesdag den 28 augusti.

## Biografi
Alfons Maria Mazurek blev novis i karmelitorden 1908. Han studerade teologi och filosofi i Kraków, Linz och Wien och prästvigdes 1916. År 1930 utsågs Mazurek till prior för karmelitklostret i Czerna.
Den 24 augusti 1944 intog nazisterna klostret och tvingade munkarna till tvångsarbete. Mazurek avskildes från de andra och sköts ihjäl fyra dagar senare efter att ha utstått tortyr. Han saligförklarades av påve Johannes Paulus II den 13 juni 1999.

### Webbkällor
- ”Beato Alfonso Maria dello Spirito Santo (Jozef Mazurek), sacerdote e martire”. Santi e Beati. http://www.santiebeati.it/Detailed/92952.html. Läst 28 december 2020.